# سرشماری

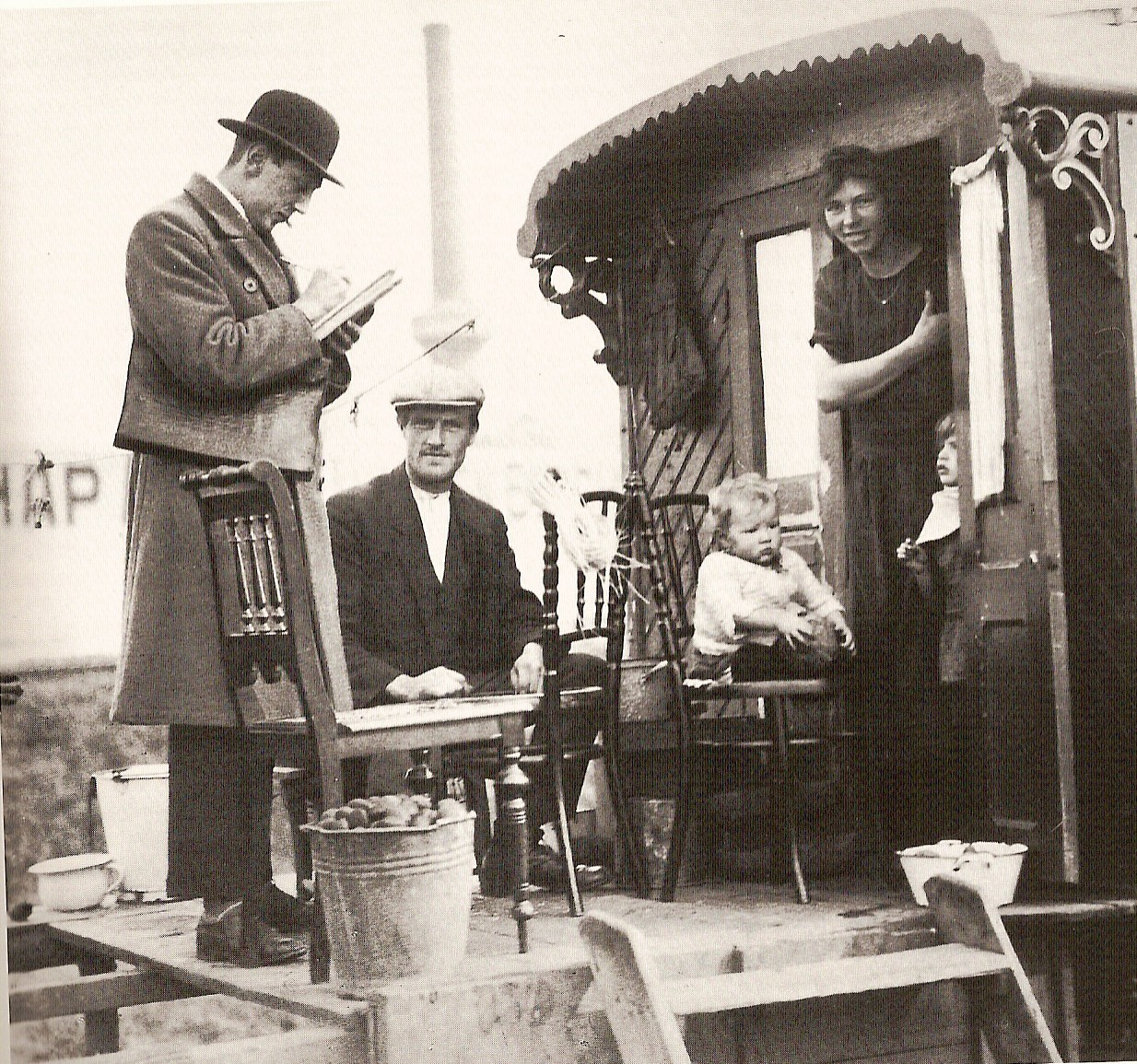
سرشماری سال ۱۹۲۵ در هلند

سرشماری عبارت است از شمارش و محاسبه تعداد کل نفرات یا اشیای مورد نظر در مکانی مشخص مانند تعداد کل نفراتی که در یک کشور زندگی می‌کنند. سرشماری محدود به انسانها نیست و ممکن است شامل محصولات و کارگاه‌های صنعتی و کشاورزی نیز شود.
یک نوع سرشماری نیز مربوط به حیات وحش است که طی آن گونه‌های مختلف حیوانات وحشی ازقبیل پرندگان، پستانداران، آبزیان و خزندگان سرشماری می‌شوند که این کار توسط سازمان حفاظت محیط زیست در کشور اجرا شده و هدف از آن پی بردن به تعداد افراد جمعیت و مطالعه روی رفتارهای مهاجرتی آنها صورت می‌پذیرد.
تفاوت سرشماری با آمارگیری در این است که در سرشماری تعداد کل اعضای جامعه مورد نظر تک به تک شمارش و کنترل می‌شوند. اما در آمارگیری معمولاً درصد کوچکی از جامعه مورد مطالعه به عنوان نمونه آماری مورد مطالعه قرار می‌گیرند و سپس نتایج حاصله به کل جامعه مورد نظر تعمیم داده می‌شود.
تقریباً تمام کشورهای جهان به‌طور منظم تعداد افراد کشور را شمارش می‌کنند. بیشتر کشورها هر شش سال یکبار جمعیت را سرشماری می‌کنند. در سرشماری اطلاعات مهمی همچون میزان درآمد افراد، چگونگی محل زیست، متأهل یا مجرد بودن و تعداد فرزندان خانواده به دست می‌آید. در برخی کشورها سرشماری عمومی جمعیت هر پنج سال یکبار انجام می‌گیرد.

## سرشماری در کشورها

### ایران
اولین (یا یکی از اولین) سرشماری های باستانی تاریخ حکمرانی نظام مند در جهان در ابتدای دوران هخامنشی (تا زمان داریوش یکم) انجام پذیرفت. این سرشماری که با اهداف برنامه ریزی مالیه، نظامی و مالیات ستانی بود گستره ای شامل بخش هایی از 3 قاره آسیا، آفریقا و اروپا را شامل میشد. مقدار جمعیت، ثروت شهرها و استان ها، تعیین دقیق مقدار مزارع و منافع هر ناحیه و دیگر موارد موثر در تعیین مالیه حکومت و دولت و برنامه ریزی مالی و نظامی را شامل میشد.
در ایران نخستین سرشماری عمومی نفوس و مسکن در تاریخ معاصر در سال ۱۳۳۵ و واپسین آن در سال ۱۳۹۵ انجام شد. بنابر مادهٔ ۴ قانون مرکز آمار ایران، این سرشماری سراسری، هر پنج سال یک بار با فرمان رئیس‌جمهور اجرا می‌شود. سرشماری بعدی نفوس و مسکن ایران قرار بود در سال ۱۴۰۰ انجام شود که انجام نشد.

### افغانستان
برپایه سرشماری مقدماتی کمیته ملی احصائیه افغانستان، جمعیت این کشور در سال ۱۳۸۵، ۲۴ میلیون تن است. گفته می‌شود از این تعداد ۱۲٬۳۰۰ میلیون تن مرد و ۱۱٬۸۰۰ میلیون تن زن هستند. ۷/۲۱٪ جمعیت کشور شهرنشین می‌باشند. مرحله اصلی سرشماری افغانستان در ماه سنبله ۱۳۸۷ صورت خواهد گرفت. این آمار شامل میلیون‌ها مهاجر افغانی مقیم ایران، پاکستان و کشورهای دیگر نمی‌باشد. سازمان ملل پیش از این جمعیت افغانستان را ۲۹ میلیون نفر برآورد کرده بود.